# 金至尊珠寶

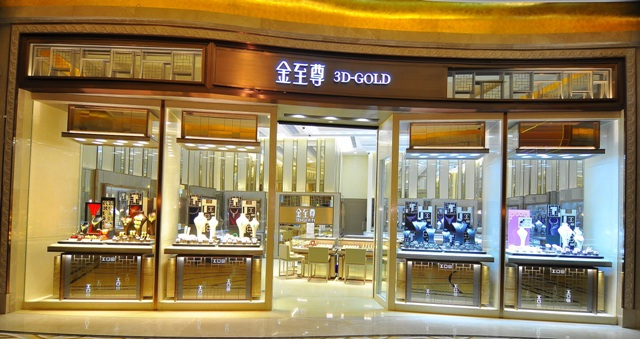
金至尊珠寶分店

金至尊珠寶，全名金至尊集團（國際）有限公司，前稱金至尊珠寶控股有限公司，恆豐金業科技有限公司，創辦人是已故原籍中國廣東海豐的林世榮博士。，旗下品牌有「金至尊」珠寶，目前的廣告代言人是天后陳慧琳。
恆豐金業在彌敦道分店內放有造價6000萬港幣的金馬車，在集團旗下博覽環球旅遊展覽廳內建有榮獲兩項健力士世界紀錄的金馬桶等作招徠，供中外遊客參觀，是香港旅遊名勝景點之一，中國太空人楊利偉、足球名星罗纳尔多等均曾到場參觀。
金至尊及其附屬公司在2008年10月17日被債權銀行匯豐銀行，入稟香港高等法院申請清盤，同日香港高等法院委任德勤會計師事務所合夥人何熹達、楊磊明及程華邦為金至尊的臨時清盤人。

## 被六福集團收購
2013年11月5日，六福集團以3.01億收購香港資源旗下的「金至尊」的50%之權益。到2023年7月30日，集團公佈斥1.86億收購香港資源控股有限公司一半股份，並鞏固了金至尊珠寶業務和品牌的控制權。收購工作於2024年1月12日完成，使金至尊珠寶及其母公司成為集團的子公司。

## 認證及獎項
- 品牌多年來先後獲得包括「香港名牌十年成就獎」、「香港卓越名牌」、「香港卓越服務名牌」、「優質旅遊服務計劃」認證、「香港Q嘜優質服務計劃」認證、「ISO9001：2008」、「正版正貨」、「商界展關懷」標誌、「有心企業」、「綠色辦公室」等

- 2010-2014年：連續五年榮登「中國500最具價值品牌榜」，2014年位列144名，品牌價值逾人民幣143.22億元

- 2014年獲深圳市鹽田區第二屆「區長質量獎質量進步獎」

## 外部連結
- 金至尊珠寶（香港）有限公司 （页面存档备份，存于）
- 明報財經《投資不跟風，恒豐金主席 林世榮》 （页面存档备份，存于）
- 雅虎財經 恆豐金業的基本資料
- 金至尊被法庭頒令清盤 （页面存档备份，存于）